# Nyx puyaphaga
Nyx puyaphaga is een vlinder uit de familie van de Millieriidae. De wetenschappelijke naam van de soort is voor het eerst geldig gepubliceerd in 1982 door Heppner.